# Vlag van Leidschendam-Voorburg

Vlag van de gemeente
Leidschendam-Voorburg

De vlag van Leidschendam-Voorburg is op 24 juli 2003 vastgesteld als de gemeentevlag van de Zuid-Hollandse gemeente Leidschendam-Voorburg. De vlag kan als volgt worden beschreven:
Drie banen van wit en blauw, met een hoogteverhouding van 2:1:2, de blauwe baan viermaal gegolfd; in de uitwaai, tegen de scheiding van broeking en vlucht in de bovenste baan een geopende rode burcht en in de onderste baan een omhoog gerichte zwarte wassenaar.
De vlag is afgeleid van het gemeentewapen.

## Verwante afbeeldingen

Wapen van Leidschendam-Voorburg

Alblasserdam
· Albrandswaard
· Alphen aan den Rijn
· Barendrecht
· Bodegraven-Reeuwijk
· Capelle aan den IJssel
· Delft
· Den Haag
· Dordrecht
· Goeree-Overflakkee
· Gorinchem
· Gouda
· Hardinxveld-Giessendam
· Hendrik-Ido-Ambacht
· Hillegom
· Hoeksche Waard
· Kaag en Braassem
· Katwijk
· Krimpen aan den IJssel
· Krimpenerwaard
· Lansingerland
· Leiden
· Leiderdorp
· Leidschendam-Voorburg
· Lisse
· Maassluis
· Midden-Delfland
· Molenlanden
· Nieuwkoop
· Nissewaard
· Noordwijk
· Oegstgeest
· Papendrecht
· Pijnacker-Nootdorp
· Ridderkerk
· Rijswijk
· Rotterdam
· Schiedam
· Sliedrecht
· Teylingen
· Vlaardingen
· Voorne aan Zee
· Voorschoten
· Waddinxveen
· Wassenaar
· Westland
· Zoetermeer
· Zoeterwoude
· Zuidplas
· Zwijndrecht